# باس-تر
باس-تر (به فرانسوی: Basse-Terre) یک کامین (بخش) و یک شهر در جزیره گوادلوپ است که مرکز و پایتخت این جزیره نیز محسوب می‌شود.

## خصوصیات
باس-تر ۵٫۷۸ کیلومترمربع مساحت و ۱۱٬۸۹۴ نفر جمعیت دارد.

## خواهرخوانده
شهر پوندیچری خواهرخواندهٔ باس-تر هست.